# Заводнє
Заводнє (словен. Zavodnje) — поселення в общині Шоштань, Савинський регіон, Словенія. Висота над рівнем моря: 642,3 м.